# In persona Christi
In persona Christi ist ein Fachbegriff aus der abendländischen Sakramententheologie und heißt so viel wie: an der Stelle Christi. 
Der Begriff tritt in der römisch-katholischen Theologie (Kirchenrecht, Dogmatik) und in den Bekenntnisschriften der evangelisch-lutherischen Kirche auf. Damit ist gemeint, dass der eigentliche Vollzieher einer gottesdienstlichen Handlung nicht der ist, den man sieht und hört, sondern Christus. Zum Beispiel: Immer wenn jemand tauft, tauft in Wahrheit Christus selbst.

## Folgerungen
Aus diesem Grundsatz werden verschiedene Folgerungen gezogen, die teils unbestritten sind, teils – auch im katholischen Raum – der Diskussion unterliegen. So unter anderem: 
- Wer für Christus handelt, sollte leben wie Christus: als guter Mensch und Christ; bereit, für Christi Evangelium zu leiden, notfalls zu sterben (Martyrium); möglichst ehelos usw.
- Wer im Kerngeschehen eines Sakraments für Christus handelt, trete während der ganzen Feier in seiner „Rolle“ auf, sei durchgehend Christi „Darsteller“.
- Wer (als Priester) Christus „darstellt“, müsse ihm auch im Geschlecht gleichen, also Mann sein. Damit wäre die christliche Frau vom amtlichen Priestertum ausgeschlossen. Diese Entscheidung hat Papst Johannes Paul II. 1994 in seinem Schreiben „Ordinatio sacerdotalis“ für verbindlich erklärt[2] – siehe auch Frauenordination (Christentum).
- Weil Christus der Eine ist (Monogenes), stelle ihn im Gottesdienst am besten nur ein Amtsträger dar. Deshalb sei Konzelebration unstatthaft oder zumindest unvorteilhaft. Dagegen haben schon Thomas von Aquin und Papst Pius XII. eingewandt: Alle Priester der Kirche sind eins im Hohenpriester Christus, als dessen ministri (Diener) sie stets und nur handeln.

Diese Überlegungen werden vor dem Hintergrund der Überzeugung angestellt, dass Christus immer in seiner ganzen Kirche und besonders in ihren gottesdienstlichen Versammlungen gegenwärtig ist, und weiter, dass jeder Christ in seiner Taufe „Christus angezogen hat“ (Gal 3,27 ), folglich auch die Formel Cyprians gilt: Christianus alter Christus („der Christ ist ein anderer Christus“).